# Патколо, Роман
Роман Патколо (словац. Roman Patkoló; род. 6 февраля 1982, Жилина, Словакия) — словацко-германский контрабасист.
Начал обучаться игре на контрабасе в 1995 году в Жилинской консерватории и в том же году выиграл в Братиславе национальный конкурс контрабасистов. В 1997—2003 годах учился в Мюнхенской консерватории у Клауса Трумпфа и одновременно вошёл в состав созданного по инициативе Трумпфа секстета контрабасов «Bassiona Amorosa», в котором является признанным лидером. В 2000 году стал обладателем первой премии Международного конкурса контрабасистов имени Шпергера.
В 2007-2009 гг. Роман Патколо – профессор Мюнхенской высшей школы музыки, с 2009 года – Базельской музыкальной академии. Член Филармонического оркестра Цюрихской оперы. Роман является стипендиатом Фонда Анны-Софи Муттер, победителем Международных конкурсов контрабасистов: конкурса ISB (США) и конкурса имени И. М. Шпергера (Германия).
Выступал как солист и в дуэтах с Анне-Софи Муттер по всей Европе, в США, Канаде и Азии на фестивалях в Вербье, Люцерне, «Пражская Весна», «Музыкальный Олимп», .
Значимой страницей творческой биографии Патколо стало исполнение им премьеры Концерта Андре Превина для скрипки и контрабаса с оркестром, совместно с Анне-Софи Муттер (19 апреля 2007 года).
Играл в таких концертных залах, как Карнеги-холл, Венский Musikvereinssaal с Бостонским и Лондонским симфоническими оркестрами.